# برزیل در المپیک

برزیل در بازی‌های المپیک

برزیل در بازی‌های المپیک توانسته ۱۰۸ مدال در بازی‌های المپیک تابستانی کند و تاکنون مدالی در بازی‌های المپیک زمستانی کسب نکرده است.

## جدول مدال‌ها بر پایه بازی‌ها

### بازی‌های المپیک تابستانی
| بازی‌ها           | ورزشکار    | طلا        | نقره       | برنز       | مموع       | رتبه       |
| ۱۹۲۰ آنتورپ      | ۲۱         | ۱          | ۱          | ۱          | ۳          | ۱۵         |
| ۱۹۲۴ پاریس       | ۱۲         | ۰          | ۰          | ۰          | ۰          | –          |
| ۱۹۲۸ آمستردام    | شرکت نداشت | شرکت نداشت | شرکت نداشت | شرکت نداشت | شرکت نداشت | شرکت نداشت |
| ۱۹۳۲ لس آنجلس    | ۶۷         | ۰          | ۰          | ۰          | ۰          | –          |
| ۱۹۳۶ برلین       | ۷۳         | ۰          | ۰          | ۰          | ۰          | –          |
| ۱۹۴۸ لندن        | ۷۰         | ۰          | ۰          | ۱          | ۱          | ۳۴         |
| ۱۹۵۲ هلسینکی     | ۹۷         | ۱          | ۰          | ۲          | ۳          | ۲۴         |
| ۱۹۵۶ ملبورن      | ۴۴         | ۱          | ۰          | ۰          | ۱          | ۲۴         |
| ۱۹۶۰ رم          | ۷۲         | ۰          | ۰          | ۲          | ۲          | ۳۹         |
| ۱۹۶۴ توکیو       | ۶۱         | ۰          | ۰          | ۱          | ۱          | ۳۵         |
| ۱۹۶۸ مکزیکو سیتی | ۷۶         | ۰          | ۱          | ۲          | ۳          | ۳۵         |
| ۱۹۷۲ مونیخ       | ۸۱         | ۰          | ۰          | ۲          | ۲          | ۴۱         |
| ۱۹۷۶ مونترال     | ۸۱         | ۰          | ۰          | ۲          | ۲          | ۳۶         |
| ۱۹۸۰ مسکو        | ۱۰۹        | ۲          | ۰          | ۲          | ۴          | ۱۷         |
| ۱۹۸۴ لس آنجلس    | ۱۵۱        | ۱          | ۵          | ۲          | ۸          | ۱۹         |
| ۱۹۸۸ سئول        | ۱۷۱        | ۱          | ۲          | ۳          | ۶          | ۲۴         |
| ۱۹۹۲ بارسلونا    | ۱۹۵        | ۲          | ۱          | ۰          | ۳          | ۲۵         |
| ۱۹۹۶ آتلانتا     | ۲۲۵        | ۳          | ۳          | ۹          | ۱۵         | ۲۵         |
| ۲۰۰۰ سیدنی       | ۲۰۵        | ۰          | ۶          | ۶          | ۱۲         | ۵۳         |
| ۲۰۰۴ آتن         | ۲۴۷        | ۵          | ۲          | ۳          | ۱۰         | ۱۶         |
| ۲۰۰۸ پکن         | ۲۷۷        | ۳          | ۴          | ۸          | ۱۵         | ۲۳         |
| ۲۰۱۲ لندن        | ۲۵۸        | ۳          | ۵          | ۹          | ۱۷         | ۲۲         |
| مجموع            | مجموع      | ۲۳         | ۳۰         | ۵۵         | ۱۰۸        | ۳۷         |